# Ådkläpparna
Ådkläpparna är öar nära Boskär i Nagu,  Finland. De ligger i Skärgårdshavet i Pargas stad i landskapet Egentliga Finland, i den sydvästra delen av landet. Öarna ligger omkring 3 kilometer nordväst om Boskär, 18 kilometer sydväst om Nagu kyrka, 53 kilometer sydväst om Åbo och omkring 180 kilometer väster om Helsingfors. Närmaste allmänna förbindelse är förbindelsebryggan vid Nagu Berghamn som trafikeras av M/S Eivor och M/S Cheri.
Arean för den av öarna koordinaterna pekar på är 0,5 hektar och dess största längd är 120 meter i nord-sydlig riktning. Närmaste större samhälle är Nagu, 18,2 km nordost om Ådkläpparna.